# Chiesa di Santa Maria Annunziata (Palombara Sabina)
La chiesa dell'Annunziata o di Santa Maria del Gonfalone è sita a Palombara Sabina, nella città metropolitana di Roma Capitale.

## Storia
Del 1343 sono le prime notizie, quando è sede di una visita pastorale ed è citata come "Extra portam", comunque la fondazione è dello stesso secolo in stile francescano.
Successivamente, nel XVI secolo, subisce rimaneggiamenti dalla confraternita del Gonfalone, mentre nel 1770 fu adornata in stile barocco.

## L'aspetto

### L'esterno
La facciata è in stile romanico-barocco.
Il portale è incorniciato nel marmo. Sopra vi è una bordatura sempre in marmo a lunetta. Più sopra ancora vi è una finestrella ad oblò che sostituisce il classico rosone, ancora più sopra vi è un arco a tutto sesto.
Il cornicione in alto è ondulato a gobba centrale secondo i canoni del barocco. Il cornicione è sormontato da un crocifisso metallico.
Due finestrelle squadrate si aprono ai lati del portone.
Coperti da cipressi e divisi dall'edificio centrale mediante lesene, si aprono due edifici laterali, la sagrestia e gli uffici parrocchiali.
La serratura della porta venne danneggiata da vandali durante una notte di pioggia mista a neve, mentre l'Italia di Bearzot conquistava il mondiale di calcio.

### L'interno
L'interno è ad un'unica navata con 2 cappelle laterali.
Nell'arco dietro l'altare è sito una tempera su tavola sull'Annunciazione e Dio benedicente, secondo alcuni di Antoniazzo Romano ma più probabilmente del figlio Marcantonio Aquili.